# Водени отисак
Водени отисак је количина воде која се користи у производњи робе и услуга које конзумирају појединци, заједнице и предузећа. Количина искоришћене воде је еквивалентна количини воде која се троши или загађује у јединици времена. Другим речима, то је показатељ потрошње воде који обухвата и директну и индиректну потрошњу воде потрошача и произвођача. У обзир се узима целокупан процес производње. Међународна организација за стандардизацију почела је да ради на увођењу интернационалних стандарда за њен обрачун.
Укупан водени отисак директно је повезан са прехрамбеним навикама становника као и климатским појасем у коме се та земља налази, због потреба наводњавања при узгоју биљака. Водни ресурси на планети Земљи услед прекомерне експлоатације постају све ређи ресурс. Временом се и доступност свеже воде смањује за велики део становништва. Све више држава улази у групу водно сиромашних држава. Просечни водени отисак по глави становника на глобалном нивоу износи 1385 м³/год и у непрестаном је порасту. Фокус воденог отиска је на свежој води, јер је она реткост и чини свега 2,5% укупне количине воде на планети Земљи. У 2016. години, Светски економски форум је рангирао кризу воде као највећи проблем за наредну деценију.
На Генералној скупштини Уједињених нација, која је одржана 1992. у Бразилу, усвојена је резолуција којом се 22. март проглашава Светским даном вода, који као такав почиње да се обележава од 1993. године. Обележавањем овог датума подсећа се такође на важност заштите воде за пиће, јер око милијарду људи у свету нема приступ води за пиће, која је важан услов за здравље људи и одрживост њихових заједница.

## Историја
На глобалном нивоу количина доступне свеже воде је у сталном опадању, док се количина искоришћене воде из године у годину повећава, услед раста глобалне популације праћеног развојем пољопривреде и индустријске производње. Залихе свеже воде на планети су под све већим притиском због раста потрошње воде али и њеног све већег загађења. Донедавно питања доступности, употребе и управљања водама истраживана су већином на локалном, националном или нивоу једне реке. Препознавањем чињенице да су водни ресурси у глобализовном свету значајни фактор, и да их није могуће посматрати одвојено довело је до низа истраживања која стављају акценат на глобални аспекат водних ресурса. Појавила се јасна потреба да се проблем смањења доступности, као и употебе и управљања водним ресурсима разматрају у глобалном контексту, као и потреба да се за ове проблеме изнађе решење на глобалном нивоу.
Концепт воденог отиска осмислио је 2002. године Арјен Хоеукстра, професор водопривреде на Универзитету Твенте у Холандији, како би се мапирала и измерила глобалне потрошње воде која се троши и загађује приликом производње робе и услуга. Развој концепта воденог отиска наставак је усавршавања концепта еколошког отиска који је почетком 90-их увео професор Џон Алан као један од покушаја увођења квантитативних индикатора одрживог развоја. Водени отисак је, уз карбонски отисак, индикатор укупног еколошког отиска и повезан је са виртуалном трговином водом. Упркос значајним методолошким разлика као и разликама у настанку ових концепата, оба имају заједничку тежњу да људску потрошњу природних ресурса квантификују. Док еколошки отисак за мерење потрошње користи глобалне хектаре, водени отисак се приказује кроз кубне метре искоришћене свеже воде на годишњем нивоу. Да би промовисао идеју воденог отиска, професор Арјен је, са неколико колега, основао Mрежу водених трагова (Water Footprint Network - WFN). Ова мрежа пружа платформу за размену знања и иновације међу заинтересованим странама о све већој несташици воде и нивоима загађења и последицама на људе и природу. Мрежа се састоји од 100 партнера из свих сектора, укључујући невладине организације и академске заједнице.

## Израчунавање укупног воденог отиска
Водени отисак могуће је израчунати за било коју добро дефинисану групу корисника, какве су, на пример, породица, село, град, регион, држава. За појединачне активности, добра или услуге такође је могуће израчунати водени отисак. Постоје анализе воденог отиска кафе и чаја конзумираних у Холандији, воденог отиска биогорива и других примарних извора енергије и тд. Водени отисак се уобичајно изажава у количини воде на годишњем нивоу.
Укупни водени отисак се дели на плави, зелени и сиви водени отисак. Укупни водени отисак неког производног процеса или услуге могуће је изразити једначином:
ВОтотал = ВОплави + ВОзелени + ВОсиви

### Плава вода
Израз плава вода односи се на све површинске и подземне изворе свеже, односно питке воде неког подручја. Највише глобално расположиве питке воде данас се користи за наводњавање пољопривредних површина и производњу хране. Глобални водени отисак по становнику износи 1300 м³ годишње.

#### Плави водени отисак
Плави водени отисак (енгл. blue water footprint) је показатељ употребе свеже воде из природних надземних и подземних извора и резервоара намењене употреби појединаца, града, државе или целокупног човечанства при производњи добара и пружању услуга. Представља део плаве воде који бива уграђен или испари при производњи производа и услуга. При коришћењу у пољопривреди (наводњавање) често је количина употребљене плаве воде значајно мања од количине искоришћене плаве воде, пошто се велики део врати назад у подземне или надземне воде.

### Зелена вода
Под појмом зелена вода подразумевамо сву воду искоришћену за природни развој вегетације (кишница). Зелена вода је кључна за опстанак пољопривреде као и за очување животне средине.

#### Зелени водени отисак
Зелени водени отисак је количине зелене воде (влаге неопходне за раст и развој биљака), намењене за испуњавање потреба појединаца, градова, држава или глобалне популације при производњи добара и пружању услуга. Представља део природног испарења зелене воде као и количину зелене воде уграђену у пољопривредним призводима.

#### Сиви водени отисак
Сиви водени отисак (енгл. gray water footprint) индикатор је степена загађења свеже воде насталог при производњи добара и услуга за појединца, групу или глобалну популацију. Представља количину свеже воде која је потребна да би се загађење неутралисало и вода довела до нивоа када је могуће поново је искористити.

## Виртуална вода
Виртуална вода (латентна, угрђена, скривена вода) подразумева укупну годишњу количину питке воде неке средине, искоришћену искључиво за употребу људи, односно за директну и индиректу производњу хране и типских индустријских производа. Поједина особа не може пити, осећати или видети сву воду коју користи или конзумира. Зато се таква вода зове „виртуална вода” и заправо чини највећи део воденог отиска. Комбиновњем укупне директне и индиректне потрошње воде у животном циклусу производа и сродних услуга добија се укупни водени отисак.
У досадашњој пракси креирања националних водних стратегија до сада се узимала искључиво национална перспектива и као финални циљ постављало се задовољење националних потреба за водом. Посматрајући целокупну слику само из ове перспективе јавља се искривљеност, јер поједине земље екстернализују свој водени отисак преко увоза хране и индустријских производа које захтевају веће количине воде и продукују више отпадних вода.  Извоз и увоз виртуалне воде постао је битан социо-еколошко-економски параметар у глобализованом модерном свету.

#### Директна потрошња воде
Појам директна потрошња воде односи се на воду коју директно користи појединац, односно појединци.

#### Индиректна потрошња воде
Појам индиректна потрошња воде односи се на воду која се користи за производњу свих производа који се на неки начин конзумирају или користе (храна, индустријски производи...). Сликовито речено, велике количине воде користе се на начине који се не виде на први поглед, какав је, на пример, случај са производњом одеће. Верује се да је за производњу једног памучног одела потребно више од 14.000 литара воде или скоро 3.700 за памучну кошуљу. Количина воде потребна за производњу једног мобилног телефона може бити чак 916 литара.

### Трговина виртуалном водом
У сектору пољопривреде 19% укупног воденог отиска одлази на добра која се извозе, док у индустријском сектору ова бројка достиже 41%. Просек воденог отиска који одлази на добра и услуге које се извозе добија се израчунавањем различитих сектора на глобалном нивоу износи 19%.
Највећи извозници виртуалне воде су Сједињене, Кина, Индија, Бразил, Аргентина, Канада, Аустралија, Индонезија, Француска и Немачка и заједно покривају више од 50% укупне глобалне трговине виртуалном водом. САД, Индија, Пакистан, Узбекистан, Аустралија, Кина и Турска су највећи извозници плаве виртуелне воде, са око 49% укупног глобалног извоза. Све ове државе су у мањој или већој мери погођење смањењем доступности свеже воде, што отвара питање да ли је одрживо експлоатисати ограничене природне изворе свеже воде зарад остваривања профита извозом. Повећан извоз плаве виртуалне воде доводи до раста цене воде као и добара и услуга које су водно интензивне што продубљује сиромаштво и доводи до недоступности свеже воде.

### Водени отисак појединих земаља
Глобални водени отисак по становнику износи 1300 м³ годишње. Како се највише глобално расположиве питке воде данас користи за наводњавање пољопривредних површина и производњу хране, на нивоу нација водени је отисак већи у високо развијеним земљама с већом потрошњом хране животињског порекла.
Већина индустријски развијених земаља има водени отисак између 1250 – 2850 м³/год. Велика Британија је на дну лествице са 1258 м³/год док су Сједињене Америчке Државе на врху са 2842 м³/год. Разлика се може појаснити различитим конзумеристичким навикама у ове две земље. У Америци се конзумира 43 кг/год говеђег меса што је 4.5 пута више од глобалног просека, док се у Великој Британији конзумира тек 18 кг/год. Производња говедине је једна од водно најинтензивнијих грана пољопривреде.
Код држава у развоју разлике у воденом отиску значајно су веће него код идустријски развијених и варирају између 550 – 3800 м³/год. На дну је Демократска република Конго са воденим отиском од свега 552 м³/год, док су на врху Боливија, Нигер и Монголија са око 3500 м³/год. Овако велике разлике могу се делимично приписати недостатку детаљних података о потрошњи воде и водне продуктивности. Разлике проистичу из различитих конзумеристичких навика али и од природно географских и климатских одлика појединих држава. Док се у Нигеру велика количина плаве воде троши за наводњавање услед мале количине зелене воде, Боливија има велику потрошњу воде при производњи добара и услуга.
У светлу трговине виртуелном водом, на пример, у британском воденом отиску 62% се односи на увезене производе, док је у кинеском то мање од 10%.

#### Плави водени отисак појединих земаља
Када се упореди плави водени отисак различитих држава на врху листе су државе северне Африке, Блиског истока и Југозападне Азије. Туркменистан је на врху листе са 740 м³/год плавод воденог отиска, а следе га Иран, Уједињени Арапски Емирати, Египат, Либија и Таџикистан. Због своје географске локације која узрокује малу количину падавина, готово целокупна пољоприврда ових земаља базирана је наводњавању, при чему се троше велике количине плаве воде. Поједине државе са врха листе велики су произвођачи памука, за чије је узгајање у сушним деловим неопходна велика количина воде.

## Водени отисак појединих производа
Водени отисак неког производа представља запремину употребљене свеже воде измерене кроз цео ланац производње и испоруке до потрошача-крајњег корисника.
Табела просечног утрошка воде за производњу појединих производа:
| Производ        | Количина        | Утрошена вода (л) |
| --------------- | --------------- | ----------------- |
| Хлеб            | 1 кг            | 1608              |
| Сир             | 1 кг            | 3178              |
| Чоколада        | 1 кг            | 17196             |
| Пилетина        | 1 кг            | 4325              |
| Кукуруз         | 1 кг            | 1222              |
| Пшеница         | 1 кг            | 1500              |
| Јабука          | 1 ком.          | 75                |
| Авокадо         | 1 ком.          | 227               |
| Памук           | 1 кг            | 10000             |
| Пиринач         | 1 кг            | 2497              |
| Кафа            | 1 шољица        | 132               |
| Млеко           | 1 чаша (250 мл) | 255               |
| Вино            | 1 боца          | 768 литара        |
| Пица            | 1 порција       | 1259              |
| Памучна мајица  | 1 ком.          | 2500              |
| Фармерке        | 1 ком.          | 8000              |
| Капут           | 1 ком.          | 623               |
| мобилни телефон | 1 ком.          | 916               |
| Аутомобил       | 1 ком.          | 65000             |

Према тврдњама организације Гринпис, угаљ је један од многих узрочника глобалне кризе водоснабдевања. Од ископа до сагоревања, угаљ у свим фазама производног процеса исцрпљује водне ресурсе. При ископу једне тоне угља, између једног и 2,5 кубних метара подземних вода постане неупотребљиво. Неке електране на угаљ и даље не пречишћавају отпадне воде на адекватан начин, што за последицу има излив опасне мешавине канцерогених материја у животну средину. Термоелектране троше много воде и за расхладне процесе. И ту не престаје списак начина на које угаљ доприноси исцрпљивању водних ресурса. Алтернатива овом начину производње енергије су соларни системи и ветроелектране, за чији рад је потребна јако мала количина воде и чији трошкови су све нижи у односу на трошкове електрана на угаљ.

## Допринос појединца смањењу глобалне потрошње воде
С обзиром да водени отисак зависи од конзумерских навика једног друштва, постоји веше начина како сваки појединац може да допринесе глобалном смањењу утрошка воде. Неки од њих су:
- Туширање уместо купања - да би се напунила када потребно је и до 300 л воде.
- Затварање славине током прања зуба и бријања - током прања зуба, ако је славина све време отворена, потроши се и до 12 л воде.
- Водокотлић - водокотлић са двоколичинским механизмом за испирање троши и до 70% мање воде.
- Прање веша и судова - машину за прање веша или судова треба укључивати тек када је пуна.
- Исправне славине - капљање из неисправних славина доводи до потрошње огромних количина воде.
- Грејање воде у кетлеру - приликом кувања воде у кетлеру, ради припреме чаја или кафе, треба сипати само онолику количину воде колико ће се напитка направити.
- Заливање баште и прање аутомобила - за ово није неопходно користити пијаћу воду. Уместо тога може се сакупљати кишница.[5]

## Занимљиве чињенице
- 2,1 милијарда људи мора пешачити око 30 минута да би дошли до воде,
- 1000 деце млађе од 5 година сваки дан умре од последица несигурне воде за пиће,
- 844 милиона људи нема приступ сигурној води,
- 80% свих отпадних вода се враћа у природу без одговарајућег третмана,
- до 2030. године очекује се да 60% светске популације живи у градовима,
- градови губе до 60% пумпане воде,
- пумпе тренутно троше 10% од укупне светске електричне енергије,
- данас индустрије чине 20% укупне потрошње воде,
- потрошња енергије за хлађење простора готово се удвостручила од 2000. године,
- климатске промене проузроковаће 30% обилније кише које воде до поплава и дотока морске воде,
- поплаве годишње погађају око 250 милиона људи широм света и проузрокују губитке од 40 милијарди америчких долара,
- Лондону и Мексико Ситију понестаје воде,
- предвиђа се да ће потражња за водом до 2050. године порасти за 70%,
- до 2050. године 2 милијарде градских становника трпеће несташице воде...[9]